# Phạm Thị Hoa
Phạm Thị Hoa (sinh 1970), người Thái) là đại biểu Quốc hội Việt Nam khóa 11, thuộc đoàn đại biểu Thanh Hoá.